# 中野よしえ
中野よしえ（なかのよしえ）は、東京都出身のチアリーダー。
2001年、2002年にはNFLのオークランド・レイダースのチアリーディングチームであるレイダレッツに所属し、第37回スーパーボウルでは日本人チアリーダーとして初めてスーパーボウル出場を果たした。2004年にレイダースに2年ぶりに復帰を果たした。
カリフォルニア大学を卒業し、エンジニアをしている。